# Upadek (medycyna)

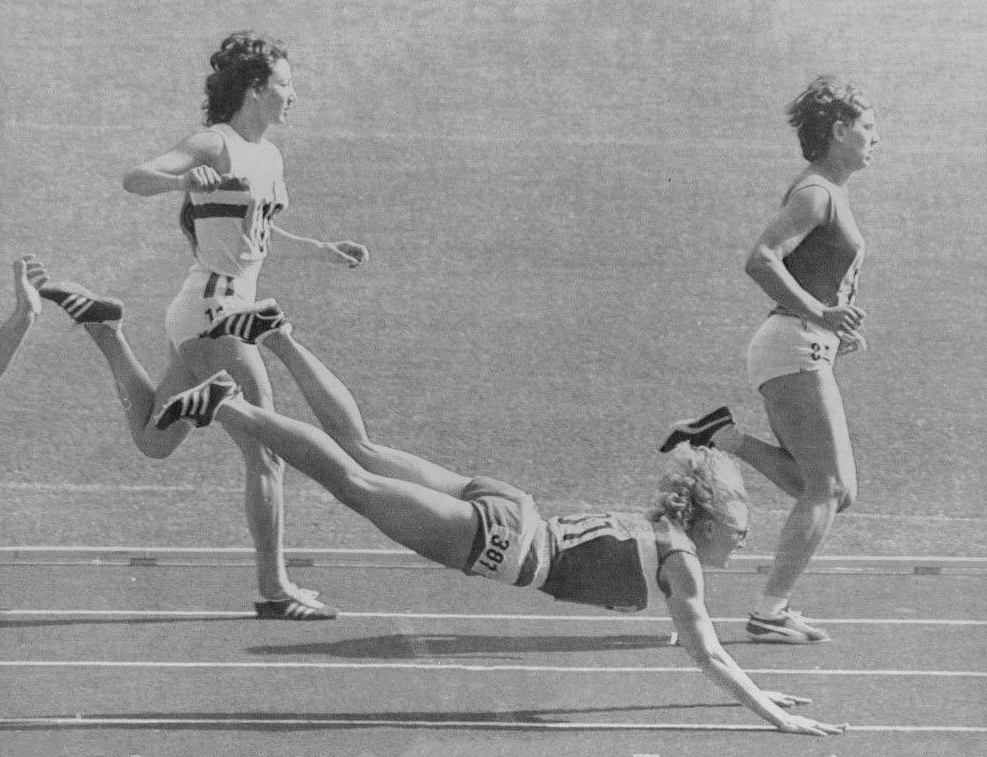
Upadek biegaczki podczas wyścigu

Upadek – nagła, niezamierzona i nieprzymuszona zmiana pozycji ciała polegająca na stracie równowagi w trakcie chodzenia, biegania lub innych czynności, skutkująca stycznością z podłożem (np. podłogą, chodnikiem lub glebą) innymi częściami ciała niż stopy. 
Według definicji WHO do upadków nie zalicza się samouszkodzeń, spadnięć ze zwierząt, z płonących budynków, pojazdów i maszyn oraz wpadnięć do wody.
Przyczyną upadku może być nierówność podłoża, niedostateczne oświetlenie, niedostosowanie mieszkania (przyczyny zewnętrzne), schorzenie somatyczne (np. omdlenie w cukrzycy), niepełnosprawność, czy zaburzenie koordynacji wzrokowo-ruchowej (przyczyny wewnętrzne). Upadek może stanowić skutek uboczny w procesie zażywania niektórych leków lub być skutkiem deficytu poznawczego w chorobach neurologicznych albo neurodegeneracyjnych. Upadek może być przyczyną niesprawności funkcjonalnej, a tym samym pogorszenia jakości życia. Problem upadków dotyka w zwiększonej mierze osoby starsze. Na co najmniej jeden upadek w roku narażona jest średnio co trzecia osoba w wieku powyżej 65 lat. W 50% upadków u seniorów skutkują one urazami prowadzącymi do pobytu w szpitalu, ograniczeniem sprawności fizycznej, a nawet zgonem. Upadek może się łączyć z utratą przytomności. 
U osób starszych upadek może być przyczyną wystąpienia zespołu poupadkowego.